# Список глав государств в 1000 году до н. э.

## Азия
- Аракан — Сири Каммасунда (1011 год до н. э. — 980 год до н. э.)
- Ассирия — Ашшур-раби II, царь (1013 год до н. э. — 973 год до н. э.)
- Израильское царство — Давид, сын Иессея, царь (1012 год до н. э. — 972 год до н. э.)
- Китай (династия Западная Чжоу) — Кан-ван, ван (1004 год до н. э. — 967 год до н. э.) или Чжао-ван, ван (1000 год до н. э. — 977 год до н. э.)
- Лагаш — Эулмаш-шакин-шуми, царь (1004 год до н. э. — 987 год до н. э.)
- Финикия — Ахирам, царь (около 1000 года до н. э.)
- Кочосон — Кончжон-ван (Ки Бэк) (1030 год до н. э. — 997 год до н. э.)

## Африка
- Древний Египет (XXI династия) — Аменепопис, фараон (1024 год до н. э. — 990 год до н. э.).
- Напата - Менхеперра, кере (около 1030 года до н. э. — 991 год до н. э.)

## Европа
- Афины — Архипп, пожизненный архонт (около 1006 года до н. э. — 987 год до н. э.)
- Коринф — Иксион (около 1030 года до н. э. — 995 год до н. э.)
- Спарта — 
  1. Ахестрат (род Агиадов), царь (около 1040 года до н. э. — 990 год до н. э.)
  2. Эврипонт (род Эврипонтидов), царь (около 1040 года до н. э. — 990 год до н. э.)